# Hispellinus multispinosus
Hispellinus multispinosus là một loài bọ cánh cứng trong họ Chrysomelidae. Loài này được Germar miêu tả khoa học năm 1848.